# 2-Acetilpiridina
La 2-acetilpiridina és un compost orgànic amb la fórmula CH₃COC₅H₄N. És un líquid viscós i incolor que s'utilitza àmpliament com a substància aromatitzant. Es troba a la malta i és produït en la reacció de Maillard i en la nixtamalizació. Contribueix al sabor de les crispetes de blat de moro i de la cervesa.
El compost es prepara mitjançant acilació de la 2-bromopiridina a través del reactiu de Grignard.